# Gare de Sorgues - Châteauneuf-du-Pape
La gare de Sorgues - Châteauneuf-du-Pape est une gare ferroviaire française des lignes de Paris-Lyon à Marseille-Saint-Charles et de Sorgues - Châteauneuf-du-Pape à Carpentras, située sur le territoire de la commune de Sorgues, près de Châteauneuf-du-Pape, dans le département de Vaucluse, en région Provence-Alpes-Côte d'Azur.
Elle est mise en service en 1854 par la Compagnie du chemin de fer de Lyon à la Méditerranée (LM). C'est une gare de la Société nationale des chemins de fer français (SNCF) du réseau TER PACA. C'est également une gare du service Fret SNCF.

## Situation ferroviaire
La gare de bifurcation de Sorgues - Châteauneuf-du-Pape est située au point kilométrique (PK) 731,415 de la ligne de Paris-Lyon à Marseille-Saint-Charles entre les gares ouvertes de Bédarrides et d'Avignon-Centre (s'intercale la gare fermée du Pontet). Elle est également l'origine de la ligne de Sorgues - Châteauneuf-du-Pape à Carpentras ouverte au service du fret et voyageurs. Elle est établie à 30 m d'altitude.

## Histoire
C'est en 1852 que se précise le passage d'une section de Lyon à Avignon, de la ligne de chemin de fer allant de Paris à Marseille, sur le territoire de la commune de Sorgues. La commission d'enquête pour l'emplacement de « l'embarcadère de Sorgues » ne soulève pas d'opposition, il doit y être construit un bâtiment de type « station de 2e classe ». Le chantier ouvre, à la fin du mois d'octobre 1853 la presse locale relate que la construction du bâtiment a débuté, les murs ont déjà deux mètres de haut. Comme il est prévu que la station soit également l'origine d'une ligne de Sorgues à Carpentras les travaux de la plateforme tiennent compte de la jonction qui doit se faire un peu en amont de l'entrée de la station.
La « station de Sorgues » est mise en service le 29 juin 1854 par la Compagnie du chemin de fer de Lyon à la Méditerranée, lorsqu'elle ouvre à l'exploitation la section d'Avignon à Valence de sa ligne de Lyon à Avignon.
En 1875, on y construit une remise pour deux locomotives.
En 1897, on remplace la grue de 3 tonnes par une grue de 6 t.
La « gare de Sorgues » figure dans la nomenclature 1911 des gares, stations et haltes, de la Compagnie des chemins de fer de Paris à Lyon et à la Méditerranée (PLM). Elle porte le no 13 de la ligne de Paris à Marseille et à Vintimille et le no 1 de la ligne de Sorgues à Carpentras. Elle peut expédier et recevoir des dépêches privées et elle dispose des services complets, de la grande vitesse (GV) et de la petite vitesse (PV).
En 2015, la ligne de Sorgues - Châteauneuf-du-Pape à Carpentras est rouverte au service voyageurs, après un an de modernisation.

## Service des voyageurs

### Accueil
Gare SNCF, elle dispose d'un bâtiment voyageurs, avec guichet, ouvert du lundi au vendredi et fermé les samedis dimanches et jours fériés. Elle est équipée d'automates pour l'achat de titres de transport TER.

### Desserte
Sorgues - Châteauneuf-du-Pape est une gare régionale du réseau TER Provence-Alpes-Côte d'Azur desservie par des trains qui effectuent des missions entre les gares d'Avignon-Centre, et Valence-Ville, ou Lyon-Perrache, ou Lyon-Part-Dieu. Depuis le 25 avril 2015, les trains de la Ligne de Sorgues - Châteauneuf-du-Pape à Carpentras effectuent des navettes, partant de Carpentras, et rejoignant la gare d'Avignon TGV, via la Virgule d'Avignon.

### Intermodalité
Un parking pour les véhicules y est aménagé.

## Service des marchandises
La gare de Sorgues - Châteauneuf-du-Pape est ouverte au service Fret SNCF pour toutes marchandises et wagons isolés. Elle dépend du centre régional de douane d'Avignon.

## Patrimoine ferroviaire
Elle a conservé son bâtiment voyageurs d'origine. Construit en 1854, il est conçu suivant un modèle type de la Compagnie du chemin de fer de Lyon à la Méditerranée (LM).

## Mémorial du Train fantôme
Mémorial inauguré en 1991. Le « Train fantôme » est le nom donné à un convoi de déportés, parti le 13 juin 1944 du camp de la Vernet, dans le sud-ouest de la France, vers le Camp de Dachau, en Allemagne. Les 403 détenus ont dû faire le trajet entre Roquemaure et Sorgues à pied. Dans la gare ils embarquent le 18 août dans un train à bestiaux à destination des camps de concentration. La résistance de la ville et des cheminots de la gare de Sorgues à toutefois permis l'évasion d'une trentaine de personnes.

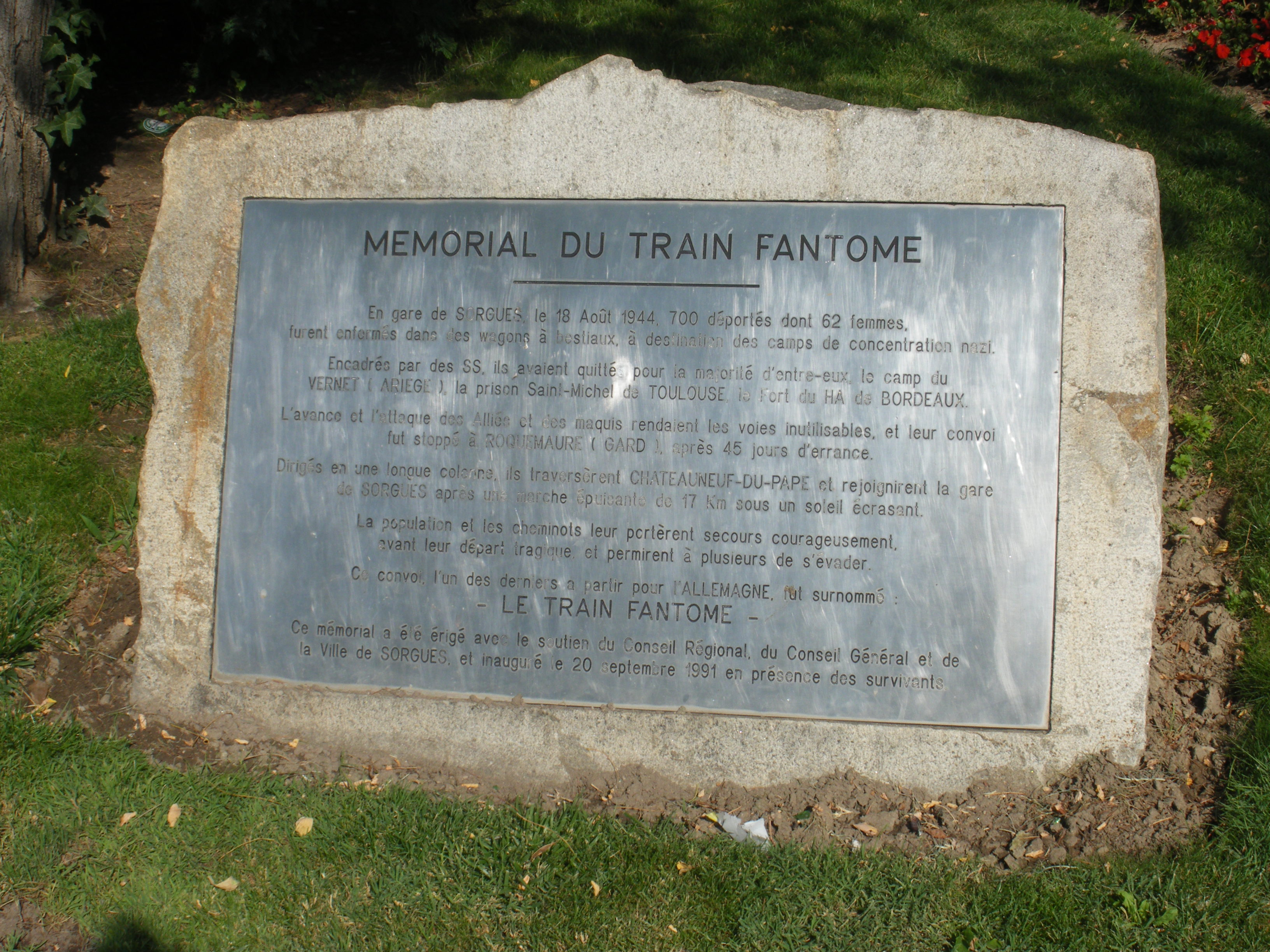
Plaque
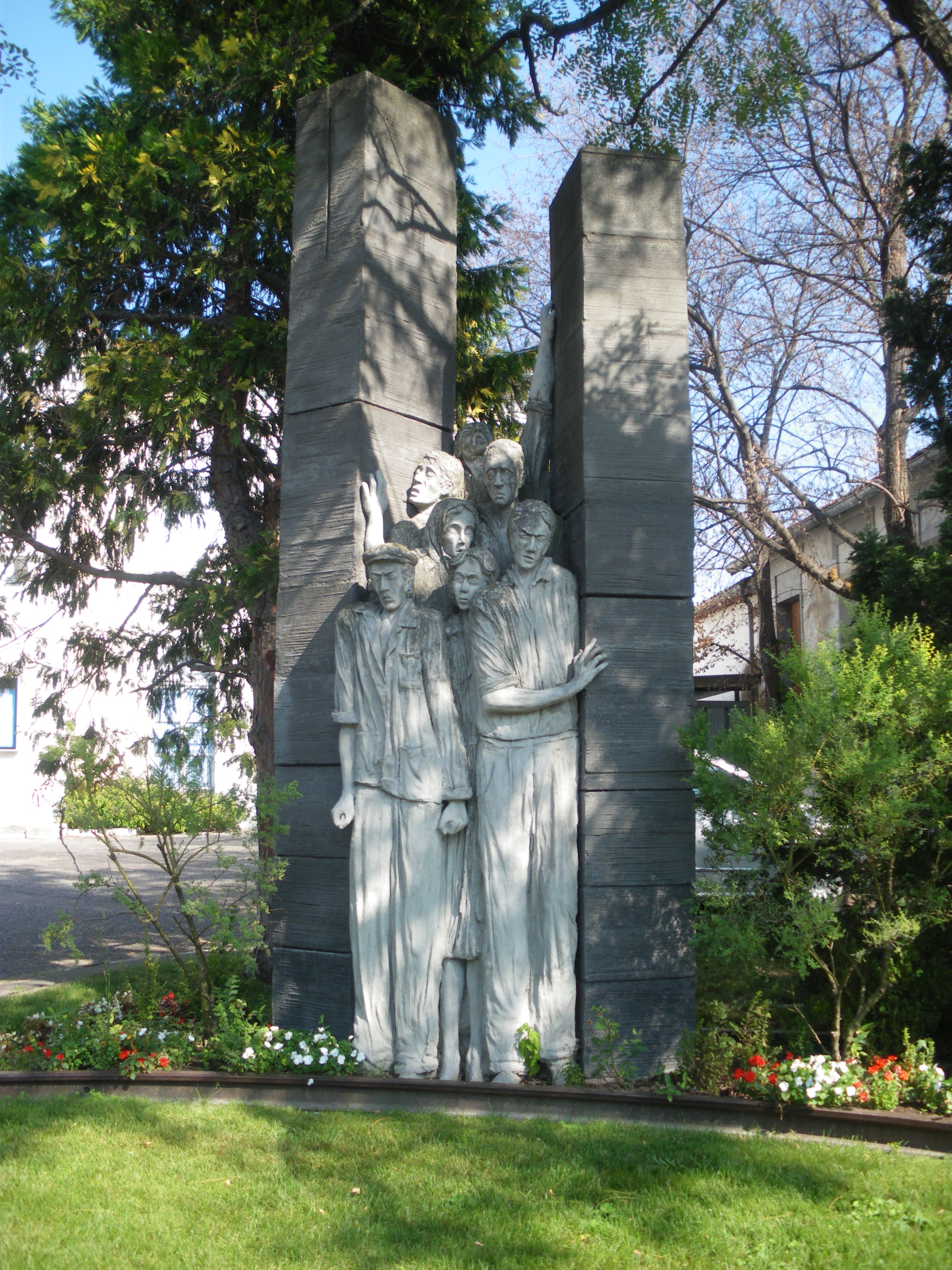
Mémorial